# إدوين هيكس
إدوين هيكس (بالإنجليزية: Edwin Hicks)‏ هو محامي وسياسي أمريكي، ولد في 14 فبراير 1830، وتوفي في 30 نوفمبر 1902. حزبياً، نشط في الحزب الجمهوري. وقد انتخب عضو مجلس ولاية نيويورك.